# Dan Jacobo Beninson
Dan Jacobo Beninson (Trelew, 19 de febrero de 1931–21 de agosto de 2003) fue un médico argentino, experto en radiación, que trabajó en la Comisión Nacional de Energía Atómica (CNEA) desde 1955, ocupando puestos diferentes.

## Biografía
Nacido en Trelew, provincia del Chubut, egresó de la Facultad de Medicina de la Universidad de Buenos Aires en 1954, donde se desempeñó como docente en la Cátedra de Física Biológica. Fue investigador en el Donner Laboratory del Lawrence Radiation Laboratory de Estados Unidos entre 1955 y 1956. Luego de obtener un Ph.D. en Física Aplicada en los Estados Unidos en 1958 ingresó en la Comisión Nacional de Energía Atómica donde cumplió funciones como investigador del Departamento Radioisótopos y coordinó el Departamento de Radiofísica.
Fue presidente de la institución desde 1998 hasta 1999 y fue miembro de su Consejo de Administración en varias oportunidades. Fue también miembro del Cuerpo de Directores del INVAP, de 1987 a 1989.
De 1974 a 1979, fue director de la Secretaría Científica del Comité Científico de las Naciones Unidas para el Estudio de los Efectos de las Radiaciones Atómicas (UNSCEAR). Fue durante muchos años miembro de la Comisión Internacional de Protección Radiológica (ICRP), que presidió desde 1985 hasta 1993.

## Algunas publicaciones
- dan Beninson, j. Kramer. 1962. Radiocesio en la dieta humana. Volumen 67 de Informe/Comisión Nacional de Energía Atómica. 10 pp.

- e. Ramos. 1962b. Contaminación por I131 debida al fall-out. Volumen 75 de Informe/Comisión Nacional de Energía Atómica. 8 pp.

### Libros
- dan Beninson, bo Lindell. 1986. Chernobyl reactor accident: report of a consultation, 6 May 1986. Editor World Health Organization, Regional Office for Europe, 45 pp.

- david Cancio, eric Vander Elst. 1964. Incorporación de productos de fisión en plantas acuáticas. Volumen 138 de Informe/Comisión Nacional de Energía Atómica. 14 pp.

- eric Vander Elst, esteban Ramos. 1964. Estudio de evolución de materiales radioactivos en el medio terrestre. Volumen 133 de Informe/Comisión Nacional de Energía Atómica. 22 pp.

## Honores
Entre los muchos premios que se le confirieron, solo se mencionará que fue honrado con diversos premios nacionales e internacionales, recibió el Premio Konex en 1983 y fue nombrado "Personalidad del Año" en 1991 por la American Nuclear Society a causa de su contribuciones. En 1998, fue galardonado con la República de Oro 1998 por su larga carrera.
Fue miembro de la Real Academia Sueca de Ciencias de la Ingeniería y Consejero de la Academia Pontificia de las Ciencias.

### Epónimos
En 2006, el "Instituto de Tecnología nuclear Dan Beninson" se fundó llevando su nombre.

### Fuente
- Dan Jacobo Beninson (1931-2003) (enlace roto disponible en Internet Archive; véase el historial, la primera versión y la última). (PDF)